# Павло Малінський

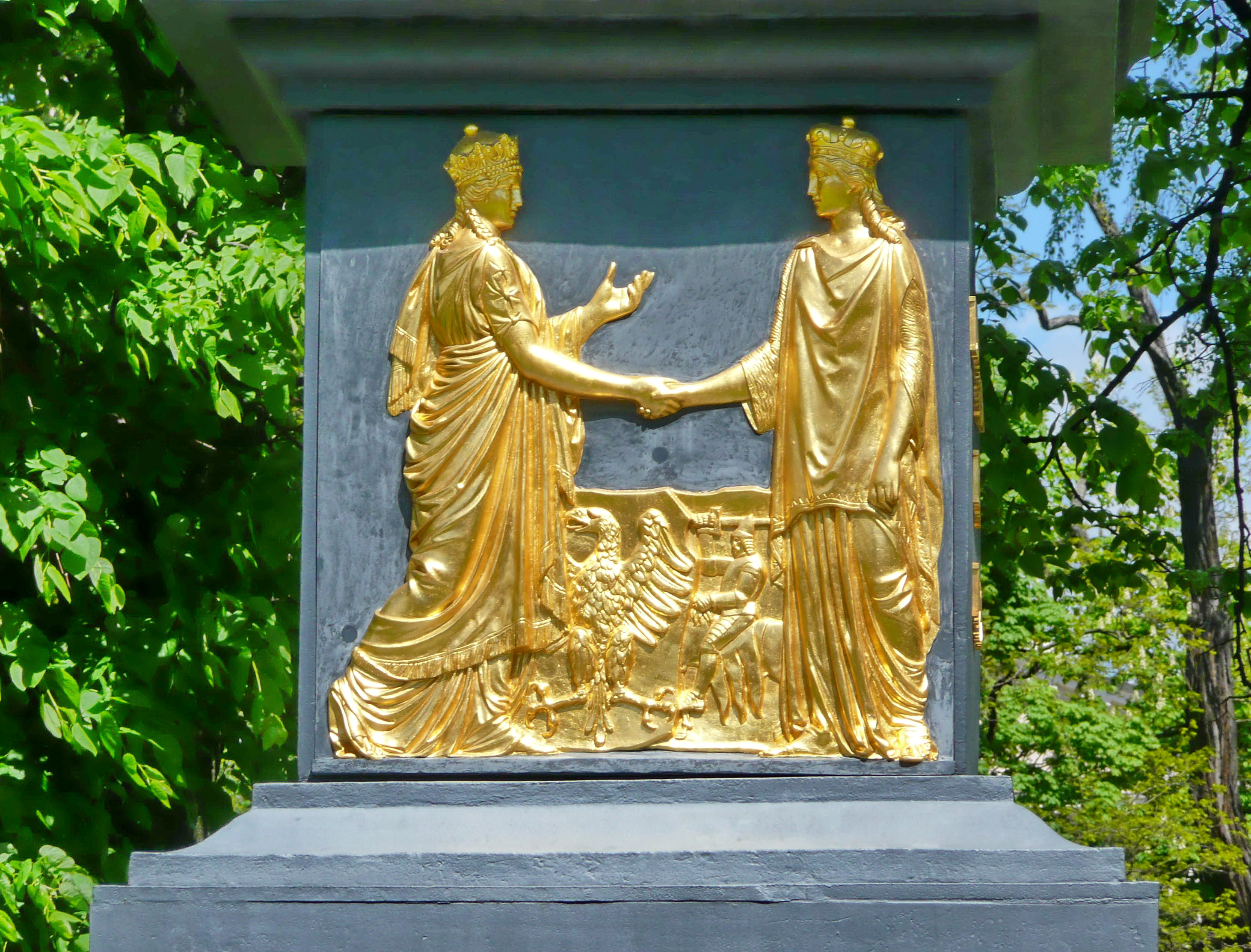
Барельєф Павла Малінського на пам'ятнику Люблінській унії в Любліні.

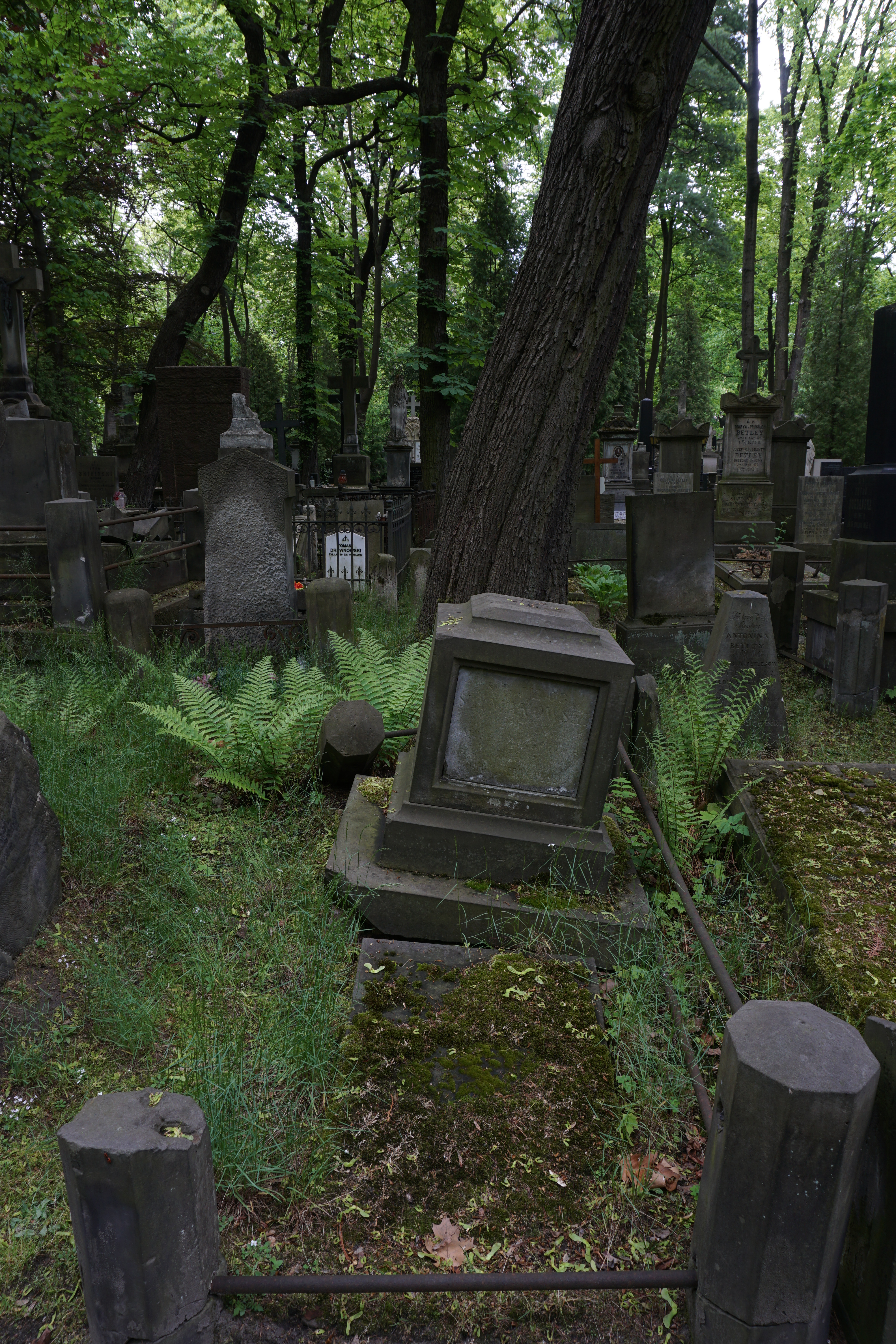
Могила Павла Малінського на Повонзківському цвинтарі

Павло Малінський (нар. 14 липня 1790 р., м. Бернау ( Чехія ) - 7 листопада 1853, Варшава ) — чеський скульптор, працював у Польщі.

## Біографія
Чех за національністю. З 1804 року навчався в Празькій академії образотворчих мистецтв. У 1810–1816 роках навчався в Саксонській академії мистецтв у Дрездені під керівництвом Франца Петртріха.
У 1816 році на запрошення Станіслава Замойського для виконання скульптурного оздоблення Блакитного палацу приїхав до Варшави. З  1817 року призначений професором скульптури Королівського Варшавського університету. Цю посаду обіймав до закриття відділу образотворчого мистецтва після падіння Листопадового повстання. У 1820–1822 роках за державною стипендією поїхав до Італії, де протягом двох років (1820–1822) працював під керівництвом Бертеля Торвальдсена .
Павло Малінський був наставником таких студентів, як Константи Гегель, Владислав Олещинський, Томаш Оскар Сосновський і Якуб Татаркевич.
Павло Малінський був масоном  .

## Основні роботи
Павло Малінський створював монументальні скульптури для оздоблення фасадів та інтер’єрів будівель і церков, статуї, надгробки та портрети, переважно в стилі неокласицизму.
- алегорична група «Наука і мистецтво» на тимпані Казимирівського палацу (1824)
- фриз «Едіп і процесія, що повертається з Олімпійських ігор» на фронтоні Великого театру (виконано з гіпсу в 1830 р., висічено з каменя в 1955–1960)
- барельєф у тимпані Палацу урядової комісії та казначейства у Варшаві [3]
- група "Викрадення Прозерпіни Посейдоном" на тимпані будинку лазні Теодозії Маєвської на вул. Беднарській 2/4 (1832)
- барельєфи на фасаді будинку Анджея Замойського на вул. Новий Свят, 67/69 (1850, знищений у 1944, реконструйований у 1948–1950)
- фігури в бічних нішах церкви св. Кароля Боромеуша на вул. Хлодній
- фігури на аттику Президентського палацу [4]
- барельєфи, що прикрашають чавунний обеліск під назвою «Пам'ятник побудові Брестської дороги», встановлений у 1825 році на вулиці Гроховській на ознаменування завершення будівництва дороги Варшава-Брест.
- мармуровий бюст Яна Альбертранді  (орієнтовно 1817)
- мармуровий бюст Станіслава Сташица (орієнтовно 1825)
- Пам'ятник Люблінській унії в Любліні (1826)